# Glenfinnan-Viadukt

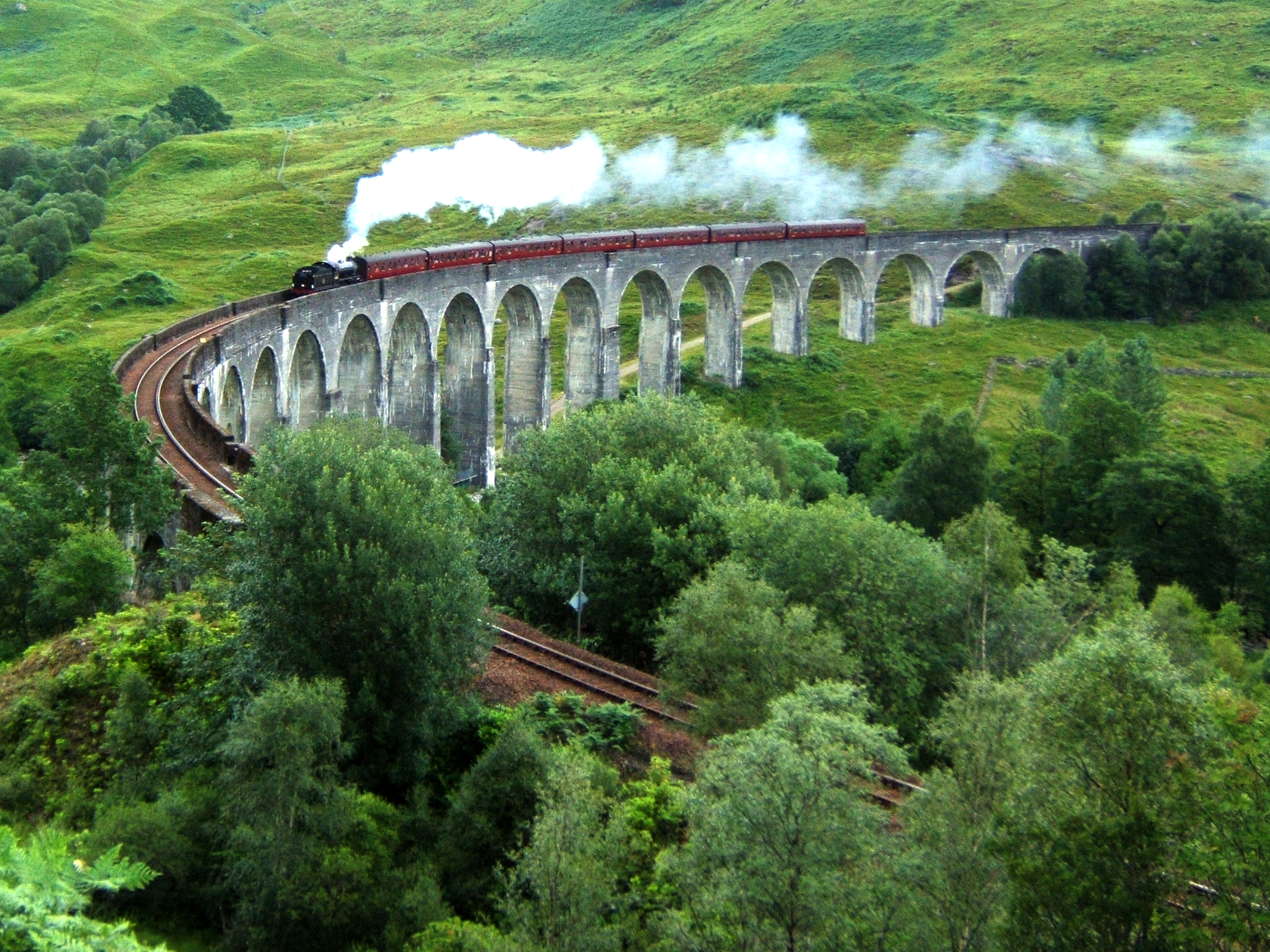
Dampflok auf dem Glenfinnan-Viadukt

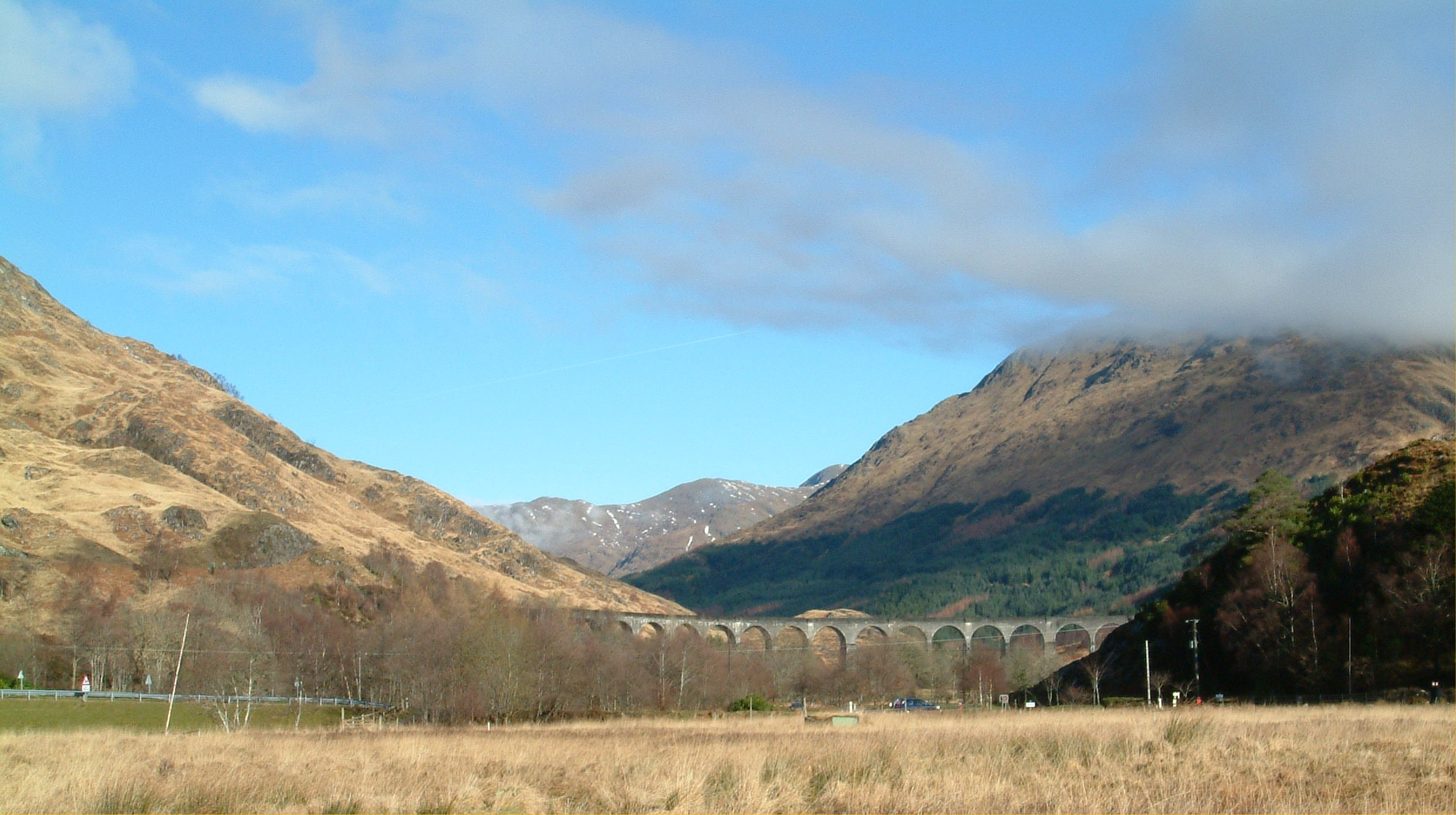
Eine weitere Ansicht des Viadukts

Der Glenfinnan-Viadukt ist ein Eisenbahnviadukt an der Strecke der West Highland Line in Glenfinnan, Schottland auf dem Abschnitt zwischen Fort William und Mallaig. Er wurde zwischen Juli 1897 und Oktober 1898 erbaut und ist eine der wichtigsten Anlagen der am 1. April 1901 eröffneten Bahnlinie. Der Viadukt kostete damals 18.904 Pfund Sterling.
Das 380 Meter lange Bauwerk besteht aus 21 Pfeilern, die bis zu 30 Meter hoch sind. Der Viadukt war zum Zeitpunkt der Fertigstellung eine technische Pionierleistung, denn es ist eine der ersten großen (Stampf-)Betonbrücken überhaupt. Deshalb erhielt der Erbauer Robert McAlpine später neben dem Ritterschlag auch den Spitznamen „Concrete Bob“ (engl. für „Beton-Bob“). Dieser Werkstoff wurde gewählt, weil sich das örtliche Schiefergestein nicht für den Brückenbau eignete.
Die Strecke war früher wichtig für die lokale Fischindustrie, welche sehr von dem Bau der Linie profitierte. Heute wird die Strecke im Personenverkehr fast ausschließlich von Dieseltriebwagen der Class 156 befahren; Güterverkehr findet nicht mehr statt. Bis zu fünf Zugpaare passieren heute täglich den Viadukt, der Touristensonderzug „The Jacobite“ eingerechnet. Dieser fährt im Sommer mit Dampflokomotiven, die dem Viadukt zu einer großen Bekanntheit verholfen haben. Aufgrund eines möglichen Funkenfluges bei den alten Zügen verkehren bei andauernder Trockenheit auch für den Jacobite nur Dieselloks, um die Gefahr von Waldbränden zu reduzieren.
Von 2024 bis 2025 wurde der Viadukt für umgerechnet 4,4 Millionen Euro saniert.
Am Glenfinnan-Viadukt wurden Szenen vieler Filme und Fernsehserien gedreht, darunter Charlie & Louise – Das doppelte Lottchen, Die Liebe der Charlotte Gray, Monarch of the Glen und die Harry-Potter-Verfilmungen Harry Potter und die Kammer des Schreckens, Harry Potter und der Gefangene von Askaban und Harry Potter und der Feuerkelch, in denen jeweils der Hogwarts-Express den Viadukt passiert. Auf der von 2007 bis 2016 herausgegebenen 10-Pfund-Banknote der Bank of Scotland ist der Glenfinnan-Viadukt abgebildet.